# 永阳街道 (南京市)
永阳街道，是中华人民共和国江苏省南京市溧水区下辖的一个乡镇级行政单位。

## 历史
原为永阳镇，2015年7月改为永阳街道。

## 行政区划
永阳街道下辖以下地区：
中山东路社区、庆丰路社区、毓秀路社区、东门街社区、中大街社区、通济街社区、状元坊社区、宝塔路社区、交通路社区、财贸新村社区、板桥社区、城郊村、戴家村、十里牌村、工农兵村、沙河村、东庐村、石巷村、秋湖村、中山村、高塘村和东山村。